# آبیشک شارما
آبیشک شارما (انگلیسی: Abhishek Sharma) یک کارگردان و نویسنده هندی است که به خاطر آثارش در فیلم‌های هندی شهرت دارد. او فیلم‌های کمدی مانند بدون تو، بن لادن (۲۰۱۰)، دنباله آن بدون تو، بن لادن: مرده یا زنده (۲۰۱۶) و علاقه‌مندان (۲۰۱۴) را کارگردانی کرده‌است. او فیلم اتم: داستان پوکران (۲۰۱۸) را بر اساس آزمایش‌های هسته‌ای به نام پوکران-II ساخته‌است.

## فیلم‌شناسی
| سال  | فیلم                           | کارگردان | نویسنده | مرجع  |
| ---- | ------------------------------ | -------- | ------- | ----- |
| ۲۰۱۰ | بدون تو، بن لادن               | آری      | آری     |       |
| ۲۰۱۴ | علاقه‌مندان                     | آری      |         |       |
| ۲۰۱۶ | بدون تو، بن لادن: مرده یا زنده | آری      | آری     |       |
| ۲۰۱۸ | اتم: داستان پوکران             | آری      | آری     |       |
| ۲۰۱۹ | عامل زویا                      | آری      |         |       |
| ۲۰۲۰ | سورج پ منگل بهاری              | آری      | آری     | [ ۵ ] |
| ۲۰۲۲ | رام سیتو                       | آری      | آری     | [ ۶ ] |